# شهرستان فلوید (جورجیا)
شهرستان فلوید، جورجیا (به انگلیسی: Floyd County, Georgia) یک سکونتگاه مسکونی در ایالات متحده آمریکا است که در جورجیا واقع شده‌است.